# Office of Special Investigations
Das Office of Special Investigations (OSI) war eine 1979 gegründete und dem Justizministerium der Vereinigten Staaten unterstellte Behörde, welche die Fahndung und Strafverfolgung nationalsozialistischer Kriegsverbrecher durchführte, die in die Vereinigten Staaten eingewandert sind. Im März 2010 wurde das OSI mit einer anderen Abteilung des Justizministeriums zur Human Rights and Special Prosecutions Section (HRSP) verschmolzen.

## Ermittlung von NS-Verbrechen
In der unmittelbaren Nachkriegszeit verfolgten die Besatzungsbehörden in Deutschland Kriegsverbrecher und stellten sie vor Gericht. Insbesondere nach Angehörigen der Konzentrationslager-Wachmannschaften wurden gefahndet und diese anschließend in mehreren Prozess-Serien (z. B. Dachauer Prozesse) verurteilt.
Nach der Konsolidierung der neuen deutschen Staaten, die die Verfolgung von Kriegsverbrechern in Eigenregie übernahmen, verlagerte sich die Tätigkeit der amerikanischen Justiz von Deutschland auf das eigene Territorium. In den Flüchtlingsströmen der Nachkriegszeit war es auch diversen NS-Tätern gelungen, in die USA einzuwandern.
In der Hochphase des Kalten Krieges tauchten in den USA immer wieder Personen auf, die Kriegsverbrechen während des Zweiten Weltkriegs beschuldigt wurden. In der Regel handelte es sich dabei nicht um Deutsche, sondern Angehörige der ehemaligen Verbündeten des NS-Staates. Viele dieser Fälle konnten allerdings nicht adäquat verfolgt werden, sei es aus politischen Gründen im Kontext des Kalten Krieges wie bei dem ehemaligen kroatischen Innenminister Andrija Artuković oder weil bei der Einreise in die USA die kriminelle Vergangenheit verschwiegen wurde.
Mangels strafrechtlicher Vorschriften und aufgrund des verfassungsrechtlichen Verbots nachträglich erlassener Strafgesetze hielt sich die Justiz an die Rechtsvorschriften der Einwanderungsbehörden. Der Displaced Persons Act von 1948 und der Refugee Relief Act von 1953 verwehrten Personen, die während des Krieges an der Verfolgung von Menschen aufgrund Rasse, Religion oder politischer Zugehörigkeit beteiligt waren, die Einreise in die Vereinigten Staaten. Wenn man solche Personen ausfindig gemacht hatte, wurden sie in der Regel ausgebürgert und verloren ihre US-Staatsbürgerschaft, anschließend wurden sie abgeschoben oder ausgeliefert, sofern ein entsprechendes Gesuch vorlag.
Da die USA nach dem Zweiten Weltkrieg ihre Einwanderungsbestimmungen liberalisiert hatten, um wanderwilliges Humankapital aus dem zerstörten Europa zu erhalten, kamen zwischen 1948 und 1956 etwa 600.000 Einwanderer ins Land. Obwohl die Einwanderungsbestimmungen diese Personen von einer legalen Einreise in die USA ausschloss, schafften es viele Mittäter des NS-Regimes, beispielsweise ehemalige Mitglieder von Tötungskommandos oder KZ-Wachmannschaften, in die USA einzureisen. Ein Grund lag in der mangelnden Erfahrung der Mitarbeiter des Counter Intelligence Corps der US Army, die mit der Filterung der Menschenströme nach unerwünschten Personen beauftragt waren. Erfahrene Ermittlungsbeamten hatten das Corps nach dem Krieg zum größten Teil verlassen, und ihren Nachfolgern fehlte das Wissen über die Organisationsstrukturen des nationalsozialistischen Terrorapparates. Zudem verschwiegen NS-Täter wie Karl Linnas und Feodor Fedorenko, die nach dem Krieg als Displaced Persons in Deutschland gelebt hatten und aufgrund des Displaced Persons Act in die USA einreisen konnten, in den meisten Fällen ihre kriminelle Vergangenheit.

## Der Fall Braunsteiner-Ryan und die Gründung des OSI
Im Jahr 1964 wurde entdeckt, dass Hermine Braunsteiner-Ryan, ehemalige SS-Aufseherin im KZ Ravensbrück und Majdanek, in den USA lebte. Der Fall sorgte für erhebliches Aufsehen und in dessen Folge wurde bei der Einwanderungsbehörde eine besondere Arbeitsgruppe eingerichtet, die weitere Kriegsverbrecher aus der Zeit des Nationalsozialismus ermitteln sollte, die in den USA lebten. Diese Arbeitsgruppe stand unter großem öffentlichen Druck und war auf die große Anzahl bevorstehender komplexer Ermittlungen nur ungenügend vorbereitet. In den Jahren 1977 bis 1979 initiierte die Abteilung fünf Prozesse, die sie alle außer einem verlor. Bei dem einen gewonnenen Fall – ein angeblicher Gestapo-Beamter – stellte sich später noch heraus, dass der Angeklagte in Wirklichkeit ein ehemaliger Zwangsarbeiter war.
Als Konsequenz dieser Blamage forderte die New Yorker Kongressabgeordnete Elizabeth Holtzman die Schaffung einer Sonderabteilung zur Strafverfolgung von Kriegsverbrechern. 1979 wurde im US-Justizministerium das Office of Special Investigations gegründet. Es hatte aufgelaufene Fälle abzuarbeiten und weiterhin nach Kriegsverbrechern in den Vereinigten Staaten zu fahnden. Das OSI erhielt größere Befugnisse als jede andere Abteilung. Seine Mitarbeiter konnten alle notwendigen Schritte – von den ersten Ermittlungen bis zur Prozessführung – selbst durchführen, mit ausländischen Regierungen verhandeln und die Unterstützung anderer US-Behörden verlangen.

## Die Arbeit des OSI
Auch in Phasen, in denen die amerikanisch-sowjetischen Beziehungen Tiefpunkte durchliefen – so im Jahr 1980 – gelang es den OSI-Ermittlern, Abmachungen mit den Staaten des Warschauer Paktes zu treffen, nach denen sie Zeugen vernehmen und Archiv-Kopien erhalten konnten. Besonders Polen unterstützte die Arbeit des OSI vor 1989 durch weitgehende Freigabe seiner Archive. Die Beamten des OSI machten auch vor Fällen nicht Halt, in denen amerikanische Behörden mit NS-Kriegsverbrechern zusammengearbeitet hatten. So wurde 1983 die durch die CIA erfolgte Anwerbung von Klaus Barbie, dem Schlächter von Lyon, an die Öffentlichkeit gebracht.
 Die Ermittlungen gestalteten sich jedoch nicht immer einfach. Ein Tiefpunkt war der Freispruch von Ivan Demjanjuk, dem als Ivan dem Schrecklichen Verbrechen in diversen Konzentrations- und Vernichtungslagern vorgeworfen wurden, vor dem israelischen Obersten Gerichtshof, als sich herausstellte, dass der Vermeintliche nicht mit "Ivan dem Schrecklichen" in Verbindung gebracht werden konnte. Auch die Dokumentenlieferungen aus den Ostblockstaaten waren häufig mangelhaft und langwierig. So war dem OSI bereits in den frühen achtziger Jahre bekannt, dass sich der ehemalige Saugumas-Chef Aleksandras Lileikis in den Vereinigten Staaten aufhielt. Die Archivmaterialien, die die sowjetischen Behörden zur Verfügung stellten, reichten zur Anklageerhebung allerdings bei weitem nicht aus.
Nach dem Zusammenbruch der sozialistischen Staaten wurden nach 1991 mehr und mehr die Archive geöffnet. Die OSI-Ermittler hatten nun erstmals direkten Zugriff auf die Originalquellen. Dabei stellte sich heraus, dass die Bestände nicht nur wesentlich umfangreicher waren, als angenommen, sondern auch in einem chaotischen Zustand. Zumindest konnten jetzt mit diesen neuen Möglichkeiten Fälle aufgearbeitet werden, die bislang aufgrund fehlenden Beweismaterials nicht weiter verfolgt werden konnten, darunter auch der Fall Lileikis. Die Anklageerhebung erfolgte in diesem Fall im Jahr 1994, im Mai und im Juni 1996 entschieden US-Gerichte, dass ihm die Staatsangehörigkeit abzuerkennen sei. Aus Recherchen zu den bereits verfolgten Personen ergaben sich immer neue Fälle. Bis 1997 ermittelte das OSI gegen mehr als 1400 mutmaßliche Kriegsverbrecher, 60 Personen wurde ihre Staatsbürgerschaft aberkannt und 48 wurden aus den USA ausgewiesen.

## Struktur
Das OSI untersteht einem Deputy Assistant Attorney General, welcher wiederum dem Chef der Criminal Division im Justizministerium untersteht. Seit 1995 ist Eli Rosenbaum Direktor des OSI. Rosenbaum hatte bereits von 1980 bis 1984 als Prozessanwalt und seit 1988 als Principal Deputy Director für die Abteilung gearbeitet. Der Mitarbeiterstab besteht aus etwa 20 Ermittlungsbeamten, Anwälten und Historikern.

## Personen, die Gegenstand von OSI-Ermittlungen wurden
- Josias Kumpf, KZ-Wächter in Trawniki, Beginn der OSI-Ermittlungen 2001, Spruch 2005, Abschiebung 2009
- Arthur Rudolph, deutscher Raketeningenieur, Beginn der OSI-Ermittlungen 1982
- Stanislau Stankewitsch, Bürgermeister der Stadt Baryssau, Beginn der OSI-Ermittlungen 1980, vorzeitiges Ableben 1980